# Piove di Sacco
Fontaniva là một đô thị thuộc tỉnh Padova vùng Veneto, tọa lạc khoảng 50 km về phía tây bắc của thành phố Venezia và cách khoảng 25 km về phía tây bắc của Padova. Tại thời điểm ngày 1 tháng 1 năm 2006, đô thị này có dân số 7.657 người và diện tích 20,6 km².
Đô thị Fontaniva bao gồm các frazioni (các đơn vị cấp dưới, chủ yếu là làng) Casoni, Fontanivetta, Fratta, and San Giorgio in Brenta.
Fontaniva giáp các đô thị: Carmignano di Brenta, Cittadella, Grantorto, San Giorgio in Bosco.